# شبکه نوری نافعال

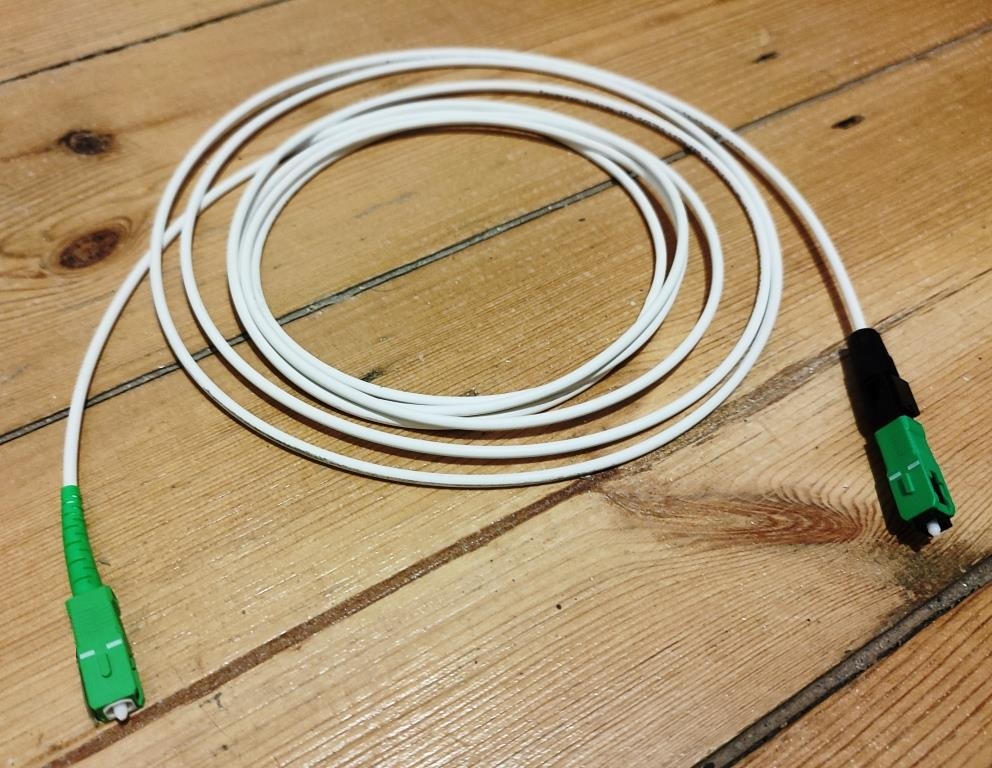
مجموعه کابل فیبر نوری با کانکتورهای SC APC، که معمولاً برای اتصال پایانه های شبکه نوری به شبکه های نوری غیرفعال استفاده می شود.

شبکه نوری غیرفعال یا نافعال (به انگلیسی: Passive Optical Network) (مخفف انگلیسی: PON)، یک فناوری ارتباط از راه دور است و هدف آن برقراری ارتباط یک نقطه به چند نقطه است که معماری آن نیز با پیکربندی یک نقطه به چند نقطه اجرا می‌شود. در شبکه نوری غیرفعال یا نافعال، بدون نیاز به برق، از مهندسی فیبر نوری به عنوان ابزار استفاده می‌شود. در این شبکه‌ها یک فیبر نوری می‌تواند با استفاده از جداکننده یا اسپلیترهای فیبر نوری، به صورت نافعال یا غیرفعال، پهنای باند فیبر را در میان نقطه‌های پایانی تقسیم کند، تا بتواند به چندین نقطه پایانی خدمت‌رسانی کند.
شبکه نوری غیرفعال تشکیل شده از یک پایانه خط نوری (مخفف انگلیسی: OLT) در سرویس‌دهنده مرکزی (هاب Hub) و تعدادی از واحدهای شبکهٔ نوری (مخفف انگلیسی: ONU) یا پایانه‌های شبکهٔ نوری (مخفف انگلیسی: ONT) در نزدیکی کاربران نهایی است. یک شبکه نوری غیرفعال مقادیر فیبر و تجهیزات سرویس‌دهنده مرکزی مورد نیاز در مقایسه با معماری نقطه-به-نقطه را کاهش می‌دهد. شبکه غیرفعال نوری گونه‌ای از شبکه دسترسی فیبر نوری می‌باشد. 

در اکثر موارد، سیگنال‌های پایین‌دست در حال پخش به تمامی محل‌هایی ارسال می‌شود که دارای فیبر مشترک هستند. رمزگذاری می‌تواند از استراق سمع جلوگیری کند. سیگنال‌های بالادست با استفاده از پروتکل دسترسی چندگانه، از جمله دسترسی چندگانه بخش زمانی (مخفف انگلیسی: TDMA) ترکیب می‌شوند.

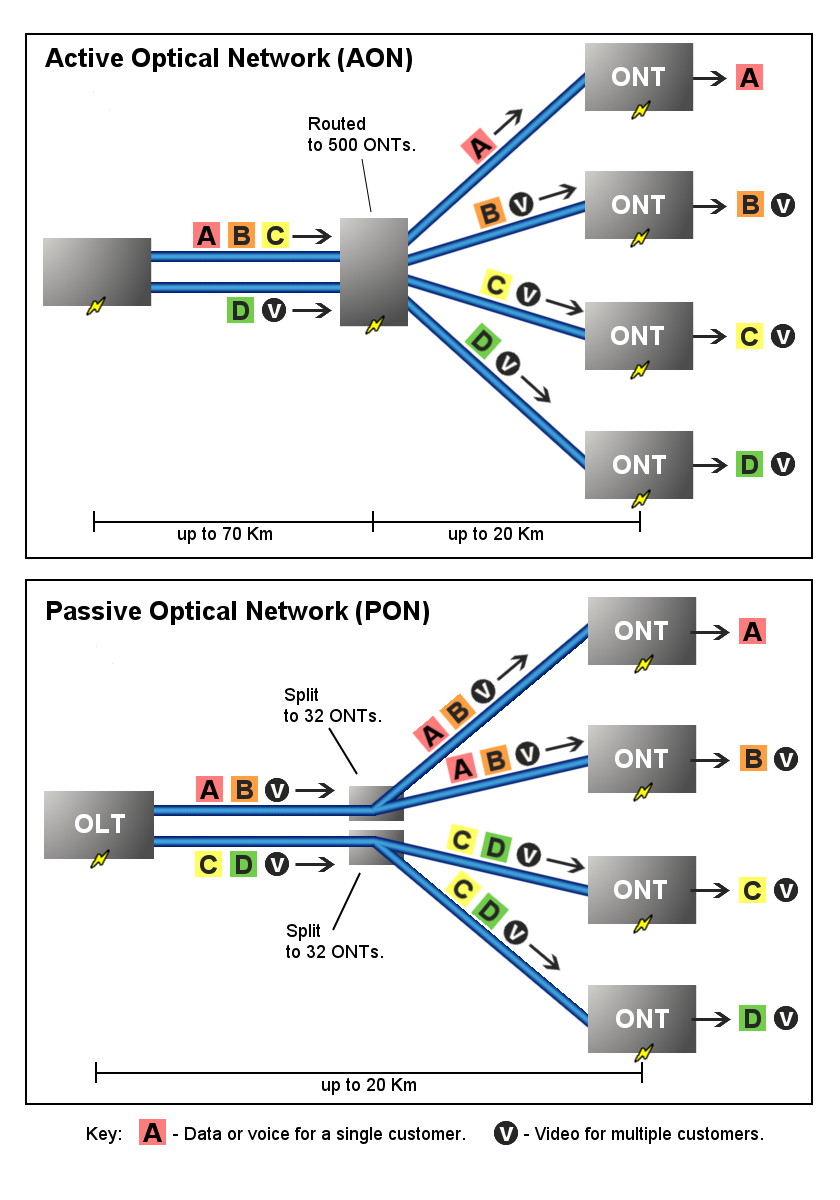
عکس دست ترافیک در فعال (بالا) در مقابل منفعل نوری شبکه

## تاریخچه
دو استاندارد اصلی گروه موسسه مهندسین برق و الکترونیک(IEEE) و مخابرات استاندارد بخش از اتحادیه بین‌المللی مخابرات (ITU-T) توسعه استانداردهایی همراه با تعدادی دیگر از سازمان صنعت است. این مجموعه همچنین از کابل مخابراتی مهندسین (SCTE) فرکانس رادیویی بیش از شیشه‌ای برای حمل سیگنال‌های منفعل نوری شبکه مشخص شده است.

### شروع کار
در سال ۱۹۹۵ شروع کار بر روی فیبر به خانه (FTTX) معماری انجام شد، کارگروه تشکیل شده از طریق سرویس کامل دسترسی به شبکه (FSAN) توسط عمده ارائه‌دهندگان خدمات مخابراتی (ISP) و سیستم فروشندگان بود. این اتحادیه بین‌المللی مخابرات (ITU) انجام کار بیشتر و استاندارد در دو نسل از PON این، ITU-T G.۹۸۳ استاندارد بر اساس حالت انتقال ناهمزمان (ATM) و بنابراین به عنوان APON (ATM PON). پیشرفت‌های بیشتر به اصلی APON استاندارد – به خوبی به عنوان تدریجی در حال سقوط از حمایت از حالت انتقال ناهمگام به عنوان یک پروتکل رهبری به کامل نسخه نهایی از ITU-T G.۹۸۳ مراجعه به اغلب به عنوان پهنای باند PON یا BPON. نمونه APON/BPON فراهم می‌کند ۶۲۲ مگابیت در ثانیه (Mbit/s) (OC-۱۲) از پایین و پهنای باند ۱۵۵ Mbit/s (OC-۳) از بالادست ترافیک، اگر چه استاندارد با ظرفیت نرخ بالاتر است.
این ITU-T G. 984 Gigabit-قادر به منفعل نوری شبکه (GPON) استاندارد نشان داده افزایش نسبت به BPON در هر دو مجموع پهنای باند و پهنای باند بهره‌وری از طریق استفاده از بزرگتر با طول متغیر بسته است. دوباره استانداردهای اجازه انتخاب چند بیت ریت اما صنعت همگرا در ۲٫۴۸۸ gigabits در هر ثانیه (G bit/s) از پایین پهنای باند و ۱٫۲۴۴ G bit/s از بالادست پهنای باند. GPON روش داده‌ها با یکدیگر (GEM) اجازه می‌دهد تا بسیار کارآمد بسته‌بندی از ترافیک کاربر با قاب تقسیم‌بندی است.
تا اواسط سال ۲۰۰۸ ورایزن کامیونیکیشنز نصب شده بود بیش از ۸۰۰٬۰۰۰ خطوط. گروه بی‌تیهای BSNLهای عربستان مخابراتی شرکتهای اتصالات و ای‌تی اند تی بودند در آزمایش‌ها پیشرفته در بریتانیا، هند، عربستان سعودی، امارات متحده عربی و ایالات متحده آمریکا بود. GPON شبکه در حال حاضر مستقر شده در شبکه‌های متعدد در سراسر جهان و این روند نشان می‌دهد رشد بالاتر در GPON نسبت به سایر فناوری‌های PON.
G. ۹۸۷ تعریف ۱۰G-PON با ۱۰ GB/s downstream و ۲٫۵ GB/s بالادست – فریم «G-PON مانند» طراحی شده و به همزیستی با GPON دستگاه در همان شبکه.

### امنیت
این فناوری در سال ۲۰۰۹ (۱۳۸۷–۸۸ هجری شمسی) توسط کمپانی ساخت کابل برای تأمین نیازهای نیروی هوایی ایالات متحده توسعه‌یافت. این توسعه، شامل ادغام فناوری امنیتی منفعل نوری شبکه (SPON) با فناوری gigabit منفعل نوری شبکه (GPON) و محافظت از سیستم توزیع (PDS) می‌شود.
تغییرات به NSTISSI ۷۰۰۳ مورد نیاز برای PDS و قیمومیت توسط دولت فدرال ایالات متحده برای فناوری‌های سبز مجاز برای دولت فدرال ایالات متحده در نظر گرفتن این دو تکنولوژی به عنوان یک جایگزین برای فعال اترنت و رمزگذاری دستگاه.
این مدیر ارشد فناوری اطلاعات از واحد ارتش ایالات متحده با صدور بخشنامه به اتخاذ فناوری سال مالی ۲۰۱۳، آن است که به بازار عرضه شده به ارتش ایالات متحده توسط شرکت‌های مانند Telos شرکت.

### IEEE
در سال ۲۰۰۴ (۱۳۸۲–۳) اترنت PON (EPON یا GEPON) استاندارد ۸۰۲٫۳ ah-۲۰۰۴ تصویب شد به عنوان بخشی از اترنت در ابتدا مایل پروژه IEEE 802.3. EPON با استفاده از استاندارد اترنت ۸۰۲٫۳ قاب متقارن با ۱ گیگابایت در ثانیه بالادست و پایین‌دست، EPON قابل استفاده برای داده-محور شبکه و همچنین full-خدمات صدا و داده‌ها و شبکه‌های. 10 G bit/s EPON یا ۱۰G-EPON تصویب شد به عنوان یک اصلاح IEEE 802.3 av به IEEE ۸۰۲٫۳. 10G-EPON پشتیبانی از ۱۰/۱ G bit/s. پایین طول موج طرح حمایت همزمان بهره‌برداری از ۱۰ G bit/s در یک طول موج و 1 G bit/s در یک طول موج جداگانه برای بهره‌برداری از IEEE 802.3 AV و IEEE 802.3 ah در همان PON صورت همزمان. بالادست کانال را پشتیبانی می‌کند به‌طور همزمان بهره‌برداری از IEEE 802.3 AV و 1 G bit/s 802.3 ah به‌طور همزمان در یک واحد مشترک (۱۳۱۰ nm) کانال.

## عناصر شبکه
یک PON طول می‌کشد استفاده از طول موج مالتی پلکس (WDM) با استفاده از یک طول موج برای پایین دست ترافیک و دیگری برای بالادست ترافیک در یک تک حالت فیبر (ITU-T G. 652). BPONهای EPONهای GEPON و GPON باید اساسی همان طول موج طرح و استفاده از ۱۴۹۰ نانومتر (nm) طول موج برای پایین دست ترافیک و ۱۳۱۰ nm برای بالادست ترافیک. ۱۵۵۰&#x۲۰;نانومتر محفوظ است و اختیاری پوشش خدمات به‌طور معمول RF (آنالوگ) تصویری.
به عنوان با نرخ ریت استاندارد توصیف چندین نوری، بودجه، شایع‌ترین است ۲۸ دسی‌بل از دست دادن بودجه برای هر دو BPON و GPON اما محصولات اعلام شده است با استفاده از کمتر از گران‌قیمت اپتیک به عنوان به خوبی. 28 dB مربوط به حدود ۲۰&#x۲۰;متر با ۳۲-راه تقسیم می‌شود. به جلو اصلاح خطا (FEC) ممکن است برای ارائه یکی دیگر از 2-3 دسی بل از دست دادن بودجه در GPON سیستم. به عنوان اپتیک بهبود 28 dB بودجه خواهد شد به احتمال زیاد افزایش می‌دهد. اگر چه هر دو GPON و EPON پروتکلهای اجازه بزرگ تقسیم نسبت (۱۲۸ مشترکان برای GPON به ۳۲٬۷۶۸ برای EPON) در عمل بسیاری از پونز مستقر هستند با یک تقسیم نسبت ۱:۳۲ یا کوچکتر است.
یک PON متشکل از یک دفتر مرکزی گره نامیده می‌شود، یک خط نوری ترمینال (OLT) یک یا چند کاربر گره‌ها به نام شبکه‌های نوری واحد (تعهد) یا نوری شبکه پایانه (ONTs) و الیاف و نفاق بین آن‌ها به نام نوری شبکه توزیع (ODN). "ONT "ITU-T اصطلاح برای توصیف یک تک مستأجر ONU. در چند مستأجر واحد ONU ممکن است پل به محل مشتری دستگاه در فرد واحد مسکونی با استفاده از فناوری‌های مانند اترنت بیش از جفت پیچ خورده‌های G.hn (با سرعت بالا ITU-T استاندارد است که می‌تواند بیش از هر خانه موجود سیم‌کشی - برق و خطوط تلفن خطوط و کابل کواکسیال) یا DSL است. یک ONU است یک دستگاه است که پایان PON و ارائه خدمات به مشتریان رابط کاربر. برخی از تعهد پیاده‌سازی جداگانه مشترک واحد به ارائه خدمات مانند تلفنی Ethernet اطلاعات یا تصویری.
یک OLT فراهم می‌کند رابط بین یک PON و یک ارائه دهنده خدمات شبکه core. این به‌طور معمول عبارتند از:
- IP ترافیک بیش از اترنت سریعتر gigabit Ethernetیا 10 Gigabit Ethernet;
- استاندارد TDM رابط مانند SDH/SONET;
- دستگاه خودپرداز UNI در 155-622 Mbit/s.

این ONT یا ONU پایان PON و ارائه مادری خدمات رابط کاربر. این خدمات می‌تواند شامل صدای (plain old telephone service (گلدان) یا voice over IP (VoIP)) داده‌ها (به‌طور معمول اترنت یا V. 35), ویدیوو/یا تله متری (TTL ECLهای RS530 و غیره) اغلب ONU توابع از هم جدا هستند به دو بخش:
- این ONU که پایان PON و ارائه همگرا و رابط کاربری—مانند خط اشتراک دیجیتال با کابل کواکسیال یا multiservice اترنت به سمت کاربر.
- شبکه فسخ تجهیزات (NTE) که ورودی‌های همگرا رابط و خروجی بومی خدمات رابط کاربر مانند اترنت و گلدان.

یک PON یک شبکه به اشتراک گذاشته شده که در OLT می‌فرستد یک جریان پایین در ترافیک است که دیده می‌شود همه تعهد است. هر ONU تنها می‌خواند و محتوای آن بسته است که در حال رسیدگی به آن است. رمزنگاری استفاده می‌شود برای جلوگیری از استراق سمع در پایین دست ترافیک.

## پهنای باند بالادستی
این OLT مسئول بالادست اختصاص پهنای باند به تعهد. چون نوری شبکه توزیع (ODN) به اشتراک گذاشته است ONU بالادست انتقال می‌تواند برخورد می‌کنند اگر آن‌ها انتقال در زمان‌های تصادفی. تعهد می‌تواند دروغ در فواصل مختلف از OLT معنی که تأخیر انتقال از هر ONU منحصر به فرد است. این OLT اقدامات تأخیر و مجموعه ثبت نام در هر ONU از طریق PLOAM (لایه فیزیکی عملیات و تعمیر و نگهداری) پیام به تساوی آن تأخیر با احترام به همدیگر تعهد بر PON.
پس از این تأخیر از همه تعهد تعیین شده است، OLT انتقال به اصطلاح کمک‌های مالی به فرد تعهد است. یک کمک مالی است که اجازه استفاده از یک تعریف بازهٔ زمانی برای بالادست انتقال است. اعطای نقشه به صورت فعال دوباره محاسبه می‌شود هر چند میلی ثانیه است. نقشه اختصاص پهنای باند به تمام تعهد به طوری که هر ONU دریافت به موقع پهنای باند برای خدمات خود را نیاز دارد.
برخی از خدمات – گلدان برای مثال نیاز به اصل ثابت بالادست پهنای باند و OLT ممکن است ارائه یک پهنای باند ثابت تخصیص به هر یک از این خدمات شده است که مشروط است. DS1 و برخی از کلاس‌های خدمات داده‌ها نیز ممکن است نیاز به ثابت بالادست نرخ بیت. اما مقدار ترافیک داده‌ها مانند مرور وب سایت است bursty و بسیار متغیر است. از طریق پویا پهنای باند (DBA) PON می‌تواند oversubscribed برای بالادست ترافیک با توجه به مهندسی ترافیک مفاهیم آماری multiplexing. (پایین دست ترافیک نیز می‌تواند oversubscribed در راه همان است که هر شبکه می‌تواند oversubscribed. تنها ویژگی خاص در PON معماری برای پایین دست oversubscription این واقعیت است که ONU باید قادر به پذیرفتن کاملاً خودسرانه پایین اسلات زمان هر دو در زمان و در اندازه)
در GPON وجود دو اشکال DBA, وضعیت، گزارش (SR) و غیر وضعیت گزارش (NSR).
در NSR DBA و OLT به‌طور مداوم اختصاص مقدار کمی از پهنای باند اضافی برای هر ONU. اگر ONU هیچ ترافیک به ارسال آن را در انتقال بیکار فریم در طی بیش از حد آن تخصیص. اگر OLT مشاهده می‌کند که داده شده ONU است نه ارسال بیکار فریم را افزایش می‌دهد پهنای باند تخصیص به آن ONU. هنگامی که ONU را پشت سر هم منتقل شده به OLT مشاهده تعداد زیادی از بیکار فریم از داده ONU و کاهش تخصیص آن درآمده است. NSR DBA دارای این مزیت است که آن را تحمیل می‌کند بدون نیاز به در ONU و نقطه ضعف این است که هیچ راهی وجود دارد برای OLT بدانید که چگونه بهترین برای اختصاص پهنای باند در سراسر چندین تعهد که بیشتر نیاز دارید.
در SR DBA و OLT سنجی تعهد خود را برای کارهای عقب افتاده. داده ONU ممکن است چند اصطلاح انتقال ظروف (T-conts در) هر یک با خود اولویت یا ترافیک کلاس. این ONU گزارش هر T-CONT به‌طور جداگانه به OLT. به گزارش پیام حاوی یک لگاریتمی اندازه‌گیری از جمع شدن در T-CONT صف. توسط دانش توافقنامه سطح خدمات برای هر T-CONT در سراسر PON و همچنین اندازه هر T-CONT ' پرونده‌های OLT می‌توانید بهینه‌سازی تخصیص یدکی پهنای باند در PON.
EPON استفاده از سیستم‌های DBA مکانیزم معادل GPON را SR DBA راه حل است. این OLT سنجی تعهد خود را برای صف وضعیت و کمک هزینه پهنای باند با استفاده از MPCP دروازه پیام، در حالی که تعهد گزارش وضعیت خود را با استفاده از MPCP گزارش پیام.

## انواع

### TDM-PON
APON/BPONهای EPON و GPON شده‌اند به‌طور گسترده‌ای مستقر شده‌اند. EPON است حدود ۴۰ میلیون مستقر بندرها و رتبه اول در استقرار. GPON رشد ثابت شده است اما کمتر از ۲ میلیون پورت‌ها نصب شده است. برای TDM-PON منفعل شکاف نوری استفاده می‌شود نوری شبکه توزیع است. در بالادست جهت هر ONU (شبکه‌های نوری واحد) یا ONT (شبکه‌های نوری ترمینال) پشت سر هم برای انتقال داده شده زمان-حافظه (تسهیم در حوزه زمان). در این راه، OLT دریافت سیگنال از تنها یک ONU یا ONT در هر نقطه در زمان. در پایین دست جهت، OLT (معمولاً) به‌طور مداوم انتقال (و یا ممکن است پشت سر هم انتقال). تعهد یا ONTs دیدن داده‌های خود را از طریق آدرس برچسب‌های تعبیه شده در سیگنال.

### DOCSIS Provisioning of EPON or DPoE
اطلاعات بیش از خدمات کابل رابط مشخصات (DOCSIS) تأمین اترنت منفعل نوری شبکه، یا DPoE است مجموعه‌ای از کابل تلویزیون آزمایشگاهی مشخصات که اجرای DOCSIS خدمات لایه رابط اترنت موجود PON (EPONهای GEPON یا 10G-EPON) کنترل دسترسی رسانه (MAC) و لایه فیزیکی (PHY) استاندارد. در این پیاده‌سازی DOCSIS عملیات اجرایی تعمیر و نگهداری و تأمین (OAMP) قابلیت‌های موجود در EPON تجهیزات. آن را می‌سازد EPON OLT نگاه و عمل مانند یک DOCSIS Cable Modem Termination سیستم (CMTS) پلتفرم (که به نام DPoE سیستم در DPoE اصطلاحات). در علاوه بر این به ارائه همان IP خدمات قابلیت به عنوان یک CMTSهای DPoE پشتیبانی از مترو اترنت فروم (MEF) ۹ و ۱۴ خدمات برای ارائه خدمات اترنت برای مشتریان کسب و کار.

### فرکانس رادیویی over glass
فرکانس رادیویی بیش از شیشه‌ای (RFoG) نوع منفعل نوری شبکه است که حمل و نقل سیگنال‌های RF که قبلاً حمل و نقل بیش از مس (اصولاً بیش از یک فیبر ترکیبی کواکسیال کابل) بیش از PON. در جهت رو به جلو RFoG است که هر یک به تنهایی P2MP سیستم یا نوری روکش برای موجود PON مانند GEPON/EPON. پوشش برای RFoG بر اساس موج مالتی پلکس (WDM) -- منفعل ترکیبی از طول موج در یک رشته از شیشه است. معکوس RF پشتیبانی ارائه شده توسط حمل و نقل بالادست یا بازگشت RF بر روی یک طول موج جداگانه از PON بازگشت موج. جامعه و کابل مخابراتی مهندسین (SCTE) رابط شیوه‌های Subcomittee (IPS) کار گروه ۵ است که در حال حاضر در حال کار بر روی IPS 910 RF بیش از شیشه‌ای. RFoG ارائه می‌دهد سازگاری با موجود RF تکنولوژی مدولاسیون اما ارائه می‌دهد هیچ پهنای باند اضافی برای RF مبتنی بر خدمات است. اگر چه هنوز به اتمام RFoG استاندارد است که در واقع مجموعه‌ای از گزینه‌های استاندارد شده است که سازگار با هر یک از دیگر (نمی‌توان آن‌ها را مخلوط در همان PON). برخی از استانداردهای ممکن است interoperate با دیگر پونز دیگران ممکن نیست. این ارائه می‌دهد یک ابزار برای حمایت از RF فناوری در مکان‌های که در آن تنها الیاف موجود است یا که در آن مس است و مجاز نیست یا امکان‌پذیر است. این فناوری است که هدف نسبت به اپراتورهای تلویزیون کابلی و موجود خود را HFC شبکه.

### WDM-PON
Wavelength Division Multiplexing PON یا WDM-PONهای غیر استاندارد از نوع منفعل نوری شبکه در حال طراحی و توسعه توسط برخی از شرکت‌ها.
چند طول موج از یک WDM-PON استفاده می‌شود برای جدا کردن شبکه‌های نوری واحد (تعهد) به چندین مجازی پونز شرکت-موجود در همان زیرساخت‌های فیزیکی است. معادل طول موج استفاده می‌شود در مجموع از طریق تسهیم آماری برای ارائه کارآمد با طول موج استفاده و کاهش تأخیر و با تجربه و با تعهد است.
هیچ استاندارد مشترک برای WDM-PON و نه هیچ اتفاق آرا توافق بر تعریف از این اصطلاح است. توسط برخی از تعاریف WDM-PON یک طول موج اختصاصی برای هر ONU. دیگر لیبرال تر تعاریف نشان می‌دهد که استفاده از بیش از یک طول موج در هر یک جهت و در یک PON است WDM-PON. آن را دشوار است به نقطه را به سازمان ملل متحد مغرضانه لیست WDM-PON فروشندگان هنگامی که وجود دارد هیچ اتفاق آرا تعریف.
پونز ارائه پهنای باند بالاتر از مسی سنتی مبتنی بر دسترسی به شبکه. WDM-PON بهتر حفظ حریم خصوصی و مقیاس پذیری بهتر چون هر ONU تنها دریافت خود را طول موج است.
مزایا: مک لایه ساده چون P2P ارتباط بین OLT و تعهد هستند متوجه شدم در طول موج دامنه بنابراین هیچ P2MP کنترل دسترسی رسانه‌ها مورد نیاز است. در WDM-PON هر طول موج می‌تواند اجرا در سرعت‌های مختلف و پروتکل وجود دارد که آسان پرداخت as-شما-رشد و ارتقاء است.
چالش‌ها: هزینه‌های بالای اولیه تنظیم کردن هزینه‌های WDM قطعات. کنترل دما یکی دیگر از چالش به دلیل چگونه طول موج تمایل به رانش با دماهای محیطی است.

### TWDM-PON
زمان و طول موج-بخش تسهیم منفعل نوری شبکه (TWDM-PON) یک راه حل اولیه برای نسل بعدی منفعل نوری شبکه مرحله 2 (NG-PON2) با خدمات کامل دسترسی به شبکه (FSAN) در مارس 2012. TWDM-PON بیفتد با تجاری مستقر Gigabit PON (G-PON) و ۱۰ گیگابایت PON (XG-PON) سیستم.

### Long-Reach Optical Access Networks
مفهوم بلند در رسیدن به نوری دسترسی به شبکه (LROAN) است که به جای نوری/برق/نوری تبدیل است که می‌گیرد در ارز محلی با مستمر مسیر نوری که گسترش از مشتری به هسته شبکه. کار توسط دیوی و پین در BT نشان داد که هزینه قابل توجهی صرفه جویی می‌تواند ساخته شده با کاهش تجهیزات الکترونیکی و املاک مورد نیاز در ارز محلی یا سیم مرکز. یک اثبات مفهوم اینباره نشان داد که ممکن بود به خدمت ۱۰۲۴ کاربران در 10Gbit/s با 100 متر برسد.
این تکنولوژی است که گاهی نامیده شده است طولانی رسیدن به PON بسیاری استدلال می‌کنند که مدت PON است و دیگر قابل استفاده به عنوان در اکثر موارد تنها توزیع منفعل باقی می‌ماند.

## فناوری‌های فعال
با توجه به توپولوژی PON انتقال حالت برای پایین دست (که از OLT به ONU) و بالادست (که از ONU به OLT) متفاوت هستند. برای پایین دست انتقال این OLT پخش سیگنال‌های نوری به تمام تعهد در حالت پیوسته (سانتی‌متر) است که در پایین دست کانال همواره نوری سیگنال داده. اما در بالادست کانال تعهد نمی‌تواند انتقال داده نوری سیگنال در سانتی‌متر است. استفاده از سانتی‌متر را در تمام سیگنال‌های منتقل شده از تعهد همگرا (با میرایی) به یکی از فیبر با قدرت شکاف (خدمت به عنوان قدرت متصل) و با هم تداخل دارند. برای حل این مشکل حالت پشت سر هم (BM) انتقال است که به تصویب رسید برای بالادست کانال. با توجه به ONU تنها انتقال بسته‌های نوری هنگامی که آن را به خود اختصاص داده است یک شکاف زمان و نیاز به انتقال و تعهد به اشتراک گذاری بالادست کانال در زمان division multiplexing (TDM) حالت. مراحل BM نوری بسته‌های دریافت شده توسط OLT متفاوت بسته به بسته پس از تعهد نیست، هماهنگ برای انتقال بسته‌های نوری در همان فاز و فاصله بین OLT و با توجه ONU تصادفی هستند. پس فاصله بین OLT و تعهد نیست، نوری بسته‌های دریافت شده توسط OLTهای مختلف ممکن است دامنه. به منظور جبران فاز تنوع و دامنه تنوع در یک زمان کوتاه (مثلاً در 40 ns برای GPON) در حالت پشت‌سرهم ساعت و بازیابی اطلاعات (BM-CDR) و حالت پشت سر هم آمپلیفایر (برای مثال پشت سر هم حالت TIA) نیاز به کار بود. به‌علاوه BM انتقال به حالت فرستنده به کار در حالت پشت سر هم. چنین حالت پشت سر هم فرستنده است که قادر به روشن و خاموش کردن در زمان کوتاه است. فوق سه نوع circuitries در PON کاملاً متفاوت از همتایان خود در نقطه-به-نقطه پیوسته mode optical communication link.

## فیبر به محل
فیبر نوری شبکه استفاده دی‌الکتریکی طراحی قطعات به تقسیم سیگنال. به جای سیگنال توزیع شده است با استفاده از پرتو ابزار. هر شکاف به‌طور معمول تجزیه سیگنال از یک فیبر تک به ۱۶ و ۳۲ تا ۲۵۶ الیاف بسته به تولیدکننده و چندین ابزار را می‌توان جمع‌آوری شده در یک دولت واحد.
یک پرتو شکاف قادر به ارائه هر گونه تغییر یا بافر قابلیت‌ها و استفاده نمی‌کند هر منبع قدرت؛ در نتیجه اتصال نامیده می‌شود یک نقطه به چند نقطه با لینک. برای چنین یک اتصال نوری شبکه پایانه‌های مشتری پایان باید انجام برخی از توابع خاص که نمی‌خواهد در غیر این صورت نیاز خواهد بود. برای مثال با توجه به عدم تعویض هر سیگنال خروج از دفتر مرکزی باید پخش به تمام کاربران خدمت که شکاف (از جمله به کسانی که برای آن‌ها سیگنال در نظر گرفته شده است). از این رو به شبکه‌های نوری ترمینال برای فیلتر کردن هر سیگنال در نظر گرفته شده برای مشتریان دیگر. علاوه بر این پس از اسپلیتر هیچ بافر هر فردی نوری شبکه ترمینال باید هماهنگ در یک تسهیم طرح برای جلوگیری از سیگنال‌های فرستاده شده توسط مشتریان از برخورد با هر یک از دیگر. دو نوع تسهیم ممکن است برای دستیابی به این: موج-مالتی پلکس و time-division multiplexing. با طول موج-مالتی پلکس هر مشتری انتقال خود سیگنال با استفاده از یک طول موج منحصر به فرد است. با time-division multiplexing (TDM) با مشتریان "به نوبت" انتقال اطلاعات است. تجهیزات TDM شده است در بازار، طولانی‌ترین؛ زیرا هیچ تعریف واحد از "WDM-PON" تجهیزات مختلف فروشندگان ادعا می‌کنند را منتشر کرده‌اند 'اولین' WDM-PON تجهیزات، اما اجماع وجود ندارد که در آن محصول بود 'اولین' WDM-PON محصول به بازار است.
منفعل نوری شبکه باید هر دو مزایا و معایب بیش فعال شبکه. آن‌ها برای جلوگیری از پیچیدگی‌های درگیر در نگه داشتن تجهیزات الکترونیکی عامل خارج از منزل. آن‌ها همچنین اجازه می‌دهد تا به صورت آنالوگ پخش برنامه‌های است که می‌تواند ساده تحویل تلویزیون آنالوگ. اما از آنجا که هر یک سیگنال باید تحت فشار قرار دادند به هر کس خدمت شکاف (به جای فقط یک تعویض دستگاه) دفتر مرکزی باید مجهز به یک قوی به خصوص قطعه از انتقال تجهیزات به نام خط نوری ترمینال (OLT). علاوه بر این از آنجا که هر مشتری نوری شبکه ترمینال باید انتقال تمام راه را به دفتر مرکزی (به جای فقط به نزدیکترین تعویض دستگاه) رسیدن به توسعه دهندهٔ مورد نیاز خواهد بود برای رسیدن به فاصله از دفتر مرکزی که ممکن است با خارج کارخانه فعال بر اساس شبکه‌های نوری.
نوری شبکه‌های توزیع نیز می‌توانند در یک نقطه-به-نقطه "homerun" توپولوژی که در آن نفاق و/یا فعال شبکه در حال تمام واقع در دفتر مرکزی کاربران اجازه می‌دهد به وصله به هر کدام از شبکه مورد نیاز است از نوری توزیع قاب.

## اجزای نوری نافعال
رانندگان پشت مدرن منفعل نوری شبکه و قابلیت اطمینان بالا و هزینه پایین و منفعل قابلیت.
تک حالت منفعل قطعات نوری شامل انشعاب دستگاه‌های مانند موج-Division Multiplexer/Demultiplexers (WDMs), مقره‌های مروج و فیلتر. این قطعات در حال استفاده در interoffice حلقه فیدر فیبر در حلقه (FITL), هیبریدی فیبر-کابل کواکسیال (HFC), سلسله همگاه رقمی (SONET) و دیجیتال همزمان سلسله مراتب (SDH) سیستم؛ و دیگر شبکه‌های مخابراتی به‌کارگیری نوری سیستم‌های مخابرات است که استفاده از تقویت‌کننده فیبر نوری (OFAs) و مالتی پلکس کردن بر پایه تفکیک طول موج (DWDM) سیستم. پیشنهاد الزامات مورد نیاز برای این قطعات منتشر شده در سال ۲۰۱۰ توسط Telcordia فناوری.
این طیف گسترده‌ای از منفعل نوری اجزای برنامه شامل چند انتقال و توزیع، نوری، شیپور خاموشی برای نظارت بر پمپ combiners برای الیاف تقویت‌کننده نرخ بیت محدود کننده‌های نوری متصل، مسیر، تنوع قطبش تنوع تداخل‌ها و conherent ارتباطات است.
WDMs هستند قطعات نوری است که در آن قدرت تقسیم یا ترکیب بر اساس طول موج ترکیب سیگنال‌های نوری است. مالتی پلکس کردن بر پایه تفکیک طول موج (DWDMs) هستند قطعات نوری که تقسیم قدرت بیش از حداقل چهار طول موج است. طول موج حساس روابط منفعل هستند قطعات نوری است که در آن قدرت تقسیم یا ترکیب شده به‌طور مستقل از طول موج ترکیب سیگنال‌های نوری است. داده شده جزء ممکن است ترکیب و تقسیم سیگنال‌های نوری را به‌طور همزمان در دو طرفه (duplex) انتقال بیش از یک فیبر تک. منفعل نوری اجزای فرمت داده‌ها شفاف، ترکیب و تقسیم قدرت نوری در برخی از پیش تعیین شده (نسبت جفت نسبت) صرف نظر از محتوای اطلاعات از سیگنال‌های. WDMs می‌تواند از فکر به عنوان موج نفاق و combiners. طول موج حساس روابط می‌تواند از فکر به عنوان قدرت نفاق و combiners.
یک نوری جداکننده دو پورت جزء غیرفعال است که اجازه می‌دهد تا نور (در محدوده طول موج) به تصویب از طریق کم میرایی در یک جهت و در حالی که جداسازی (ارائه میرایی) نور تبلیغ در جهت معکوس. مقره استفاده می‌شود که هر دو انتگرال و در خط اجزای لیزر دیود ماژول‌ها و تقویت کننده‌های نوری و کاهش سر و صدای ناشی از چند مسیر انعکاس در بالا و میزان ارسال بیت و آنالوگ سیستم‌های انتقال.
یک نوری سیرکولاتور در یک روش مشابه عمل به یک جداکننده نوری است با این تفاوت که معکوس تبلیغ lightwave است که به کارگردانی یک سوم پورت خروجی به جای اینکه از دست داد. نوری سیرکولاتور می‌تواند مورد استفاده قرار گیرد برای انتقال دو طرفه به عنوان یک نوع از انشعاب جزء است که توزیع (و ایزوله) قدرت نوری در میان الیاف بر اساس جهت lightwave انتشار است.
یک فیبر نوری فیلتر است یک جزء با دو یا بیشتر از دو پورت فراهم می‌کند که طول موج حساس از دست دادن انزوا و/یا از دست دادن بازگشت. فیبر نوری فیلتر هستند و در خط طول موج انتخابی قطعات است که اجازه می‌دهد تا یک محدوده خاص از طول موج‌ها را از خود عبور (یا منعکس کننده) با کم میرایی برای طبقه‌بندی انواع فیلتر).
- لایه رای‌گیری تطبیقی با زمان چرخه
- پهنای باند تضمین شده رای‌گیری